# Schiltron
Lo schiltron era una particolare formazione difensiva utilizzata da soldati muniti di lance lunghe. Il suo utilizzo viene registrato a partire dal 1000 d.C. in Inghilterra.

## Tecnica e utilizzo
Si tratta di un insieme di soldati che si chiudono a riccio a ranghi serrati, con gli scudi adiacenti l'un l'altro e lunghe lance protese in avanti in ogni direzione cosicché questa formazione ricorda effettivamente un porcospino irto di aculei nell'atto di difendersi. Può essere considerata una variante della classica falange largamente utilizzata dagli eserciti greco-macedoni. Tale formazione era particolarmente indicata per fronteggiare cariche di cavalleria; al contrario della falange, può difendersi da ogni lato, ma necessita di grande disciplina per essere adottata con successo e risulta più vulnerabile al tiro a distanza (di archi o balestre per esempio).
Il suo utilizzo è collegato alle guerre tra Scozia e Inghilterra nel XIII secolo. Fu adoperata con successo dagli scozzesi nella battaglia di Stirling Bridge e nella  battaglia di Bannockburn, mentre il suo uso tradizionale portò alla sconfitta gli scozzesi guidati da William Wallace nella battaglia di Falkirk.
In Italia un primo esempio dell'adozione di tale tattica lo si può far risalire alla battaglia di Legnano (1176), da parte delle fanterie della Lega Lombarda.